# Hénoch (Judaïsme)
Pour un article plus général, voir Hénoch.
Pour les articles homonymes, voir Hénoch (homonymie).
Hénoch (חֲנוֹךְ en hébreu) étant un des patriarches de la Bible reconnu par les religions abrahamiques, cet article détaille son impact dans le judaïsme.
Il est mentionné brièvement dans la Torah, chapitre cinq de la Genèse verset 24 : « Hénoch marcha avec Dieu et il disparut, Dieu l'ayant pris. » 
Dans un ouvrage pseudépigraphique intitulé Livre hébreu d'Hénoch, il est relaté comment Hénoch est enlevé au ciel et nommé « gardien de tous les trésors célestes, chef des archanges », et le préposé immédiat auprès du « Trône divin », à qui sont révélés tous les secrets et les mystères. Dans cet ouvrage, il est identifié à Métatron, le chef des archanges qui communique la Parole divine.
Dans la littérature rabbinique, la Kabbale et les ouvrages de mystique juive, il est celui qui a communiqué la révélation divine à Moïse.

## Généalogie dans la Torah
Hénoch est la septième génération depuis Adam. Il est le fils de Yéred et le père de Mathusalem.

## Hénoch dans la littérature rabbinique classique
Dans la littérature rabbinique classique les opinions divergent au sujet d'Hénoch. L'opinion dominante  est celle du Targoum Pseudo-Jonathan, qui le définit comme un homme pieux enlevé au ciel qui reçut le titre de Grand scribe.
Rachi explique dans son commentaire du verset de la Genèse mentionnant Hénoch, 5:24, que celui-ci fut « enlevé avant son heure » ; il cite aussi l’exégèse midrachique Beréchit Rabba, 25:1, qui explique la raison pour laquelle la Torah ne mentionne pas sa mort comme pour les autres personnages bibliques.
Les rabbins enseignent qu'Hénoch ayant atteint un haut degré de perfection personnelle, celui de « Juste », fut ravi vivant au ciel afin de le préserver du pêché. Une autre exégèse midrachique compilée par le rabbin Yehouda David Eisenstein (Otsar Hamidrashim) explique que Hénoch est l'un des neuf Justes (tsadikim, צדיקים) entrés au Gan Eden (Paradis) vivants.
Le rabbin Bahye ben Asher dans son commentaire du verset biblique relatif à Hénoch explique que « l'enlèvement » du patriarche était la conséquence de l'union d'Hénoch avec la lumière supérieure .
Le rabbin David Kimhi considère qu'Hénoch était revenu à la situation du premier homme avant qu'il ne faute ce qui fut la cause de son ravissement . Cette opinion est aussi partagée par le rabbin Salomon Molko qui fonde son exégèse sur la Littérature des Palais .

## Hénoch dans la mystique juive et la littérature kabbalistique
Le Zohar, dans le Midrach haneelam sur le Cantique des cantiques, explique : « le premier homme après sa création fut introduit au Gan Eden et revêtu d'un habit de lumière ; il en fut dévêtu lorsqu'il fauta et son âme supérieure (l’âme sainte) le quitta et fut dissimulée. Dès qu'arriva Hénoch, l’âme sainte descendit en lui et il obtint la grandeur céleste qui avait abandonné Adam »,.
Dans la littérature kabbalistique, en particulier dans les Tikouné Zohar, l'identification entre le premier homme et Métatron, qui serait le double angélique d'Hénoch est largement répandue. Ce texte d'un auteur anonyme serait inspiré des écrits du rabbin Joseph de Hamadan, l'un des kabbalistes les plus importants et les plus féconds de la fin du XIIIe siècle, qui explique que l'Homme dont il est question dans le Livre de la Genèse est une allusion à Métatron, « le Grand Prince, appelé Homme d'en haut ».
Dans la pensée juive la transformation d’Hénoch en être angélique est issue d'une conception eschatologique de la droiture et la justice qui se caractérise par la transmutation physique plutôt que sur des changements psychiques. Cependant, dans la Littérature des Palais, une transformation de l'esprit se manifeste lors de la transmission des secrets célestes et terrestres à Métatron .
Gershom Scholem, assimile la description du processus de l’élévation d'Hénoch aux indications fournies par les « Voyageurs du Char » durant leur ascension mystique ; il considère que la figure d'Hénoch qui avait été écartée de la littérature rabbinique devient la source d'inspiration pour les mystiques juifs.
Abraham Aboulafia qui utilise l'expression « Adam d'en-haut » pour qualifier l’intellect humain considère que la transformation de l'homme en ichim, être angélique, est la finalité des enseignements de la Torah, ce qui expliquerait la raison pour laquelle Hénoch-Métatron serait devenu un idéal religieux explicite.
Dans son ouvrage Hayei ha-Olam ha-Ba, Abraham Aboulafia décrit la perception corporelle du mystique durant son extase comme une impression « d’être oint de la tête au pied par une huile d'onction, ce qui lui vaut de porter le nom d'ange du Saint-béni-soit-il, Shaddaï [hébreu : שַׁדַּי]  qui a été porté par Métatron, le Prince de la Face, Sar ha-Panim [Hébreu : שר הפנים] ; cette expérience spirituelle exprime l'union de l'intellect humain avec l'intellect agent qui est Métatron ».
« Unis-toi à l’intellect divin et Lui s'unira avec toi. Lui et l'intellect deviennent une même réalité, comme lorsque l'on verse un seau d'eau dans une source vive, l'eau versée et la source deviennent une chose unique, c'est le secret de ce qu'ont voulu dire nos maîtres, que leur mémoire soit bénédiction, en énonçant: Hénoch c'est Métatron . »